# Нейрогенный мочевой пузырь
Нейрогенный мочевой пузырь или нейрогенная дисфункция мочевого пузыря — собирательное понятие, объединяющее большую группу нарушений резервуарной и эвакуаторной функций мочевого пузыря в связи с врождёнными или приобретёнными поражениями нервных путей и центров на различном уровне и по различным причинам. Причинами могут быть повреждения или заболевания центральной, периферической или вегетативной нервных систем.
При отсутствии лечения может приводить к прогрессирующему повреждению почек, пролежням, инфекциям мочевыводящих путей, а также к физическим неудобствам и социальным последствиям при недержании мочи.
Выделяют две основные формы нейрогенной дисфункции мочевого пузыря: гипотоничную и гипертоничную.

## Общие сведения
Для нормального мочеиспускания необходимы правильно функционирующие мочевой пузырь и мочеиспускательный канал, а для поддержания струи требуется детрузор, способный к поддержанию нормального изменения давления в мочевом пузыре в зависимости от изменения его объёма, и правильно функционирующий сфинктер. Акт мочеиспускания состоит из медленного наполнения мочевого пузыря под низким давлением в нём во время фазы наполнения и координации сокращения детрузора с расслаблением внешней и внутренней частей сфинктера в фазе мочеиспускания. Дефекты в данной системе могут приводить к неспособности сфинктера сужаться или расширяться в зависимости от давления в мочевом пузыре, что в результате приведёт к нарушениям мочеиспускания. К нейрогенной дисфункции мочевого пузыря могут привести повреждения или заболевания центральной, периферической или вегетативной нервных систем.

## Этиология
Из числа заболеваний причинами возникновения нейрогенного мочевого пузыря могут быть болезнь Альцгеймера, врожденные дефекты спинного мозга, например, расщепление позвоночника, опухоли мозга или спинного мозга, церебральный паралич, энцефалит, синдром дефицита внимания и гиперактивности, рассеянный склероз, болезнь Паркинсона, повреждение спинного мозга или инсульт.
Также нейрогенный мочевой пузырь может быть из-за невропатий, повреждений нервов при тяжёлом алкоголизме, из-за диабета, сифилиса, тазовой хирургии, межпозвоночной грыжи, стеноза позвоночного канала  или при дефиците витамина B12.

## Симптомы
Симптомы зависят от причины заболевания и часто включают в себя недержание мочи.
Симптомы гиперактивного мочевого пузыря включают в себя:
- необходимость частого мочеиспускания в малых количествах;
- проблемы с полным опорожнением мочевого пузыря;
- потерю управления над мочевым пузырём.

При гипоактивном мочевом пузыре симптомы включают в себя:
- ощущение полного мочевого пузыря с возможным подтеканием мочи;
- неспособность почувствовать, когда мочевой пузырь наполнился;
- проблемы с началом мочеиспускания или с полным опорожнением мочевого пузыря (задержка мочи).

Иногда симптомы могут отсутствовать, а неполное опорожнение мочевого пузыря обнаруживается лишь при обследованиях.

## Лечение
Лечение нейрогенного мочевого пузыря предполагает достижение нескольких целей:
- обеспечение непрерывного мочеиспускания, чтобы избавиться от физических или физиологических последствий недержания;
- предотвращение развития детрузора с повышенным давлением, которое может приводить к повреждениям верхних мочевыводящих путей;
- минимизация риска инфекций мочевыводящих путей;
- предотвращение чрезмерного растяжения мочевого пузыря.

Лечебные мероприятия требуют обучения пациента и могут включать в себя мочеиспускание по расписанию, различные ручные техники, медикаменты, применение одноразовых или постоянных катетеров, а также хирургические операции над мочевым пузырём или мочеиспускательным каналом.
При необходимости самокатетеризации начальной мерой лечебных мероприятий является начало приёма жидкости по расписанию. Частое переполнение мочевого пузыря может привести к необратимому повреждению мышц, растяжению детрузора и его вялости. Приём жидкости по расписанию позволяет предсказывать наполнение мочевого пузыря и вовремя его опорожнять, предотвращая излишнее растяжение детрузора.
Ручные техники включают в себя приёмы Креде и Вальсальвы, а также постукивание над надлобковой областью. Приём Креде подразумевает надавливание на надлобковую область для увеличения давления в мочевом пузыре и стимулирования мочеиспускания. При приёме Вальсальвы также увеличивается давление в мочевом пузыре, что может привести к сокращению детрузора. При гиперактивном мочевом пузыре сокращение детрузора стимулируется постукиванием над надлобковой областью.
Если попытки контроля нейрогенной гиперактивности детрузора с помощью лекарств и других методов оказываются безуспешными, то осуществляется хирургическое вмешательство, включая нейромодуляцию.
Пациенты с нейрогенным мочевым пузырём нуждаются в регулярном нейро-урологическом наблюдении.

## Осложнения
Наиболее частыми осложнениями являются инфекции мочевыводящих путей, а также мочекаменная болезнь. Реже могут возникать морфологические изменения в нижних мочевыводящих путях, например, дивертикул мочевого пузыря, трабекулы, истончение стенки мочевого пузыря или пролапс тазовых органов. По части верхних мочевыводящих путей может возникнуть пузырно-мочеточниковый рефлюкс и развиться почечная недостаточность.
У пациентов с историей использования постоянных катетеров, с рецидивирующими инфекциями мочевыводящих путей или с историей применения циклофосфамида при неврологических нарушениях в течение более 8 лет повышен риск возникновения плоскоклеточной карциномы.